# Atarba (Ischnothrix) integra
Atarba (Ischnothrix) integra is een tweevleugelige uit de familie steltmuggen (Limoniidae). De soort komt voor in het Neotropisch gebied.